# 紐幾內亞航空73號班機空難

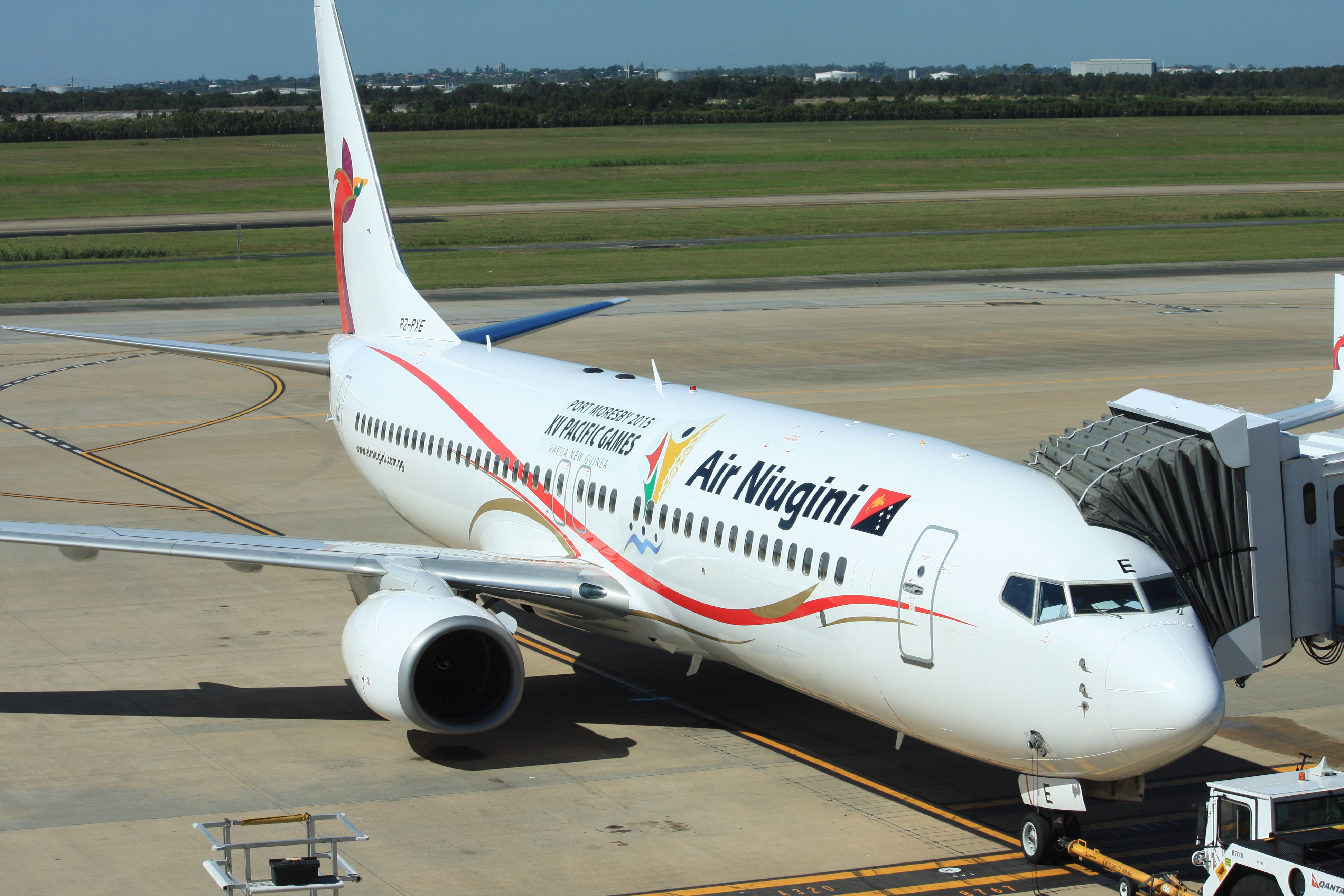
本次空難的失事客機，於2014年攝於布里斯本機場

紐幾內亞航空73號班機（PX73）是紐幾內亞航空由東京成田國際機場經密克羅尼西亞聯邦波納佩國際機場與楚克國際機場飛往巴布亞紐幾內亞傑克遜斯國際機場的定期航班，2018年9月28日，本航班由波音737-8BK執飛，在中停楚克國際機場時，降落在機場外的楚克潟湖中。當地人以小船將多數機組員與乘客救出，有一名乘客起初被發現失蹤，事發三天後其遺體被參與救援的潛水員發現。本次航班的47人中有46人生還，其中有6人受傷。

## 失事客機
本次航班的客機屬波音737-8BK，註冊編號為P2-PXE，该客机使用两台CFM56-7B26发动机，首次飛行日期為2005年4月1日，最初本客機屬印度航空快運，註冊編號為VT-AXC，於2005年4月19日交機。同年7月6日，在印度科欽國際機場因偏離跑道而受到損傷。2010年7月29日，本客機被賣給印度捷特航空，註冊編號改為VT-JBT。2013年7月24日又被賣給CIT Leasing Corporation，註冊編號改為M-ABGK，同年9月13日再由紐幾內亞航空買下，並將註冊編號改為P2-PXE。2018年5月12日，本客機停留在傑克遜斯國際機場時，被美國林登航空貨運的一架Lockheed L-100 Hercules擦撞，致使右側小翼受損。事故發生時，此客機已累積14788次起降，飛行時間共37160小時36分鐘。

## 事故
本次航班從日本東京成田國際機場起飛，中停密克羅尼西亞聯邦波納佩國際機場與楚克國際機場，目的地為巴布亞紐幾內亞傑克遜斯國際機場。本次客機的機長為一名52歲的巴布亞紐幾內亞籍男性，累積飛行時數共19780小時，其中2276小時為波音737客機的飛行時數；副機師則是一名35歲的澳大利亞籍男性，累積飛行時數共4618小時，其中368小時為波音737客機的飛行時數；另有一名工程師坐在駕駛艙空位，當時正用手機拍攝降落過程，事故後其手機仍完好，影片並被用於事後調查。
當地時間（UTC+10:00）早上10點10分，航班降落在楚克國際機場外135公尺的潟湖中，有報導稱事故發生時，機場附近下著雷雨。客機之後沈於水下30公尺處。
最初的報導稱機上的12名機組員與35名乘客均已被當地人與美國海軍用小艇救出 ，不過後來有一名乘客的遺體被參與救援的潛水員發現。共有八人被送到當地醫院，其中有六人受傷，當中兩人留在楚克島的醫院接受治療，並已出院，另外四人因傷勢較重而被送至關島的醫院。

## 調查
巴布亞紐幾內亞事故調查委員會正就這起事故發生的原因展開調查。密克羅尼西亞聯邦的交通、通訊與基礎建設部門也立案調查這起空難，並於10月26日提出一份初步的調查報告。
2019年7月18日，巴布亞紐幾內亞事故調查委員會發布了關於這起空難的最終報告，指機組員未遵守紐幾內亞航空的標準作業程序。